# Maj Karma
Maj Karma est un groupe de heavy metal finlandais, originaire de Harjavalta.

## Biographie
Le groupe est initialement formé sous le nom de Maij Karman kauniit kuvat. Leur nom change en 1997 pour Maj Karman Kauniit Kuvat. En 2004, le nom est raccourci en Maj Karma. L'abréviation MKKK est utilisé jusqu'en 1998, lorsque le groupe cesse d'utiliser l'abréviation KKK souvent associé au Ku Klux Klan. 
Après de nombreux albums, le groupe annonce un nouvel album studio en août 2008, mais sa sortie est reportée pendant plus d'un an. L'album, intitulé Salama, est finalement publié le 28 mars 2009. Le groupe annonce en août 2009 une pause jusqu'à nouvel ordre.
Herra Ylppö annonce dans une interview accordée à Radio Rockin le 23 décembre 2010, le retour de Maj Karman en 2013. Ils effectuent un retour spectaculaire et annoncent, lors du Karma Rock 2014, commencer à travailler sur un nouvel album. Ils jouent effectue une tournée spéciale 25 ans au printemps 2015. 
En décembre 2015, le groupe sort un nouveau single, Puumiekka, extrait de l'album Peltisydän qui est sorti au label Sony Music Entertainment. En mars 2017, le label Sakara Records annonce sur Facebook sa signature avec Maj Karman.

## Membres

### Membres actuels
- Herra Ylppö - Chant
- Häiriö Piirinen - Guitare
- Kimmo Kurittu - Basse
- Janne Savolainen - Batterie

### Anciens membres
- V.V.V. - Basse (1992-2004)
- Junnu ja kummitusjuna - Basse (1992)

## Discographie

### Albums studio
- 1996 : Kaukana Puhelimista
- 1998 : Kaakao
- 2000 : Ääri
- 2001 : Rautaneito
- 2003 : Metallisydän
- 2004 : Sodankylä
- 2006 : Ukkonen
- 2009 : Salama

### EP
- 1997 : Iskelmä
- 2004 : Musta Paraati (hommage au groupe de rock gothique finlandais Musta Paraati)
- 2007 : Attentaatti

### Singles
- Ovisilmä (1998)
- Buster Keaton (1998)
- Homma (1999)
- Rinta (2000)
- Valaiden laulu (2000)
- Rocktähti (2001)
- Romanssi (2001)
- Arpi (2003)
- Katutyttöjen laulu (2003)
- Kyynel (2004)
- Sodankylä (2005)
- Sarvia ja hampaita (2005)
- Rukous (2006)
- Luovuttanut enkeli (2006)
- Ukkonen (2006)
- Kokki, varas, vaimo ja rakastaja (2006)
- Salama (2009)

### Démos
- Kansanmusiikki nyt
- Kansanmusiikki nyt II
- Kansanmusiikki nyt III
- Maij' Karman Kauniit Kuvat

### Clips vidéo
- Ovisilmä (Teemu Savolainen/1998)
- Rinta (Tuukka Temonen/2000)
- Valaiden Laulu (Tuukka Temonen/2000)
- The Best of Mozart(Jari Lähteinen/2000)
- Romanss (Jari Lähteinen/2001)
- Rocktähti (Tuukka Temonen/2002)
- Arpi (Jari Lähteinen/2003)
- Katutyttöjen Laulu (Tuukka Temonen/2003)
- Kyynel (Jari Lähteinen/2004)
- Sodankylä (Jari Lähteinen/2004)
- Ukkonen (Akseli Tuomivaara/2006)
- Kokki, varas, vaimo ja rakastaja (Teemu Niukkanen/2007)
- Salama (Aleksi Koskinen/2009)
- Satiinisydän (Akseli Tuomivaara/2009)